# General Greene (Schiff)
Die General Greene war eine Fregatte der US-amerikanischen Marine, die zwischen 1799 und 1805 in Dienst stand.

## Geschichte des Schiffs
Die spätere General Greene entstand auf der Werft von Benjamin Talman und James De Wolf in Warren. Der Stapellauf erfolgte am 21. Januar 1799 und das Schiff wurde, unter dem Kommando von Christopher Raymond Perry, am 2. Juni 1799 in Dienst gestellt. Als Midshipman gehörte auch sein Sohn Oliver Hazard Perry zur Besatzung der General Greene.
Die Fregatte lief erstmals am 2. Juni 1799 aus, um zusammen mit der Governor Jay einen Konvoi von fünf Handelsschiffen nach Havanna zu eskortieren. Aufgrund der durch eine Sturmböe entstandenen Schäden musste das Schiff für Reparaturen in Havanna einlaufen, wo sich eine Reihe von Besatzungsmitgliedern mit Gelbfieber ansteckten. Etwa 60 Mann erkrankten, über 20 starben. Ende Juli kehrte das Schiff mit zahlreichen Kranken an Bord nach Newport zurück, wo es mit den damaligen Mitteln gründlich gereinigt und desinfiziert wurde.
Ab September 1799 kreuzte die General Greene vor Santo Domingo, um französische Freibeuter abzufangen. Zusammen mit der Boston nahm sie am 1. Dezember 1799 ein französisches Kaperschiff und eroberte einen von den Franzosen erbeuteten amerikanischen Schoner zurück. Während einer Rebellion auf Haiti gegen den Freiheitskämpfer General Toussaint L’Ouverture blockierte das amerikanische Kriegsschiff den Hafen von Jacmel, um die Aufständischen von Nachschub abzuschneiden, und gab Toussaint Artillerieunterstützung. Nach der Eroberung des Orts am 27. Februar 1800 blieb das Schiff zur Evakuierung amerikanischer Bürger in Haiti und brachte im April zwei Gesandte Toussaints zu US-Präsident John Adams in die Vereinigten Staaten. In New Orleans nahm die Fregatte General James Wilkinson, den ersten Gouverneur von Louisiana, an Bord, eskortierte einige Handelsschiffe nach Havanna und lief am 21. Juli 1800 in Newport ein.
Die General Greene wurde daraufhin der Reserve zugeteilt und blieb in Newport, bis Kapitän Perry demobilisiert wurde. Sie kam anschließend in die Marinewerft von Washington. 1803 diente sie als Lazarett für die Fregatte Constellation und wurde 1805 durch das Entfernen der Masten zu einer Hulk.
Der Rumpf ging am 24. August 1814 in Flammen auf, als im Krieg von 1812 britische Truppen nach ihrem Sieg in der Schlacht bei Bladensburg Washington besetzten.

## Ähnliche Schiffe
- HMS Surprise – französisch/britisches Kriegsschiff der gleichen Größenordnung